# Día de la cerveza alemana
El Día de la cerveza alemana (en alemán Tag des Deutschen Bieres) es una celebración realizada el 23 de abril en Alemania desde el año 1994 con el motivo de conmemorar la Ley de pureza de 1516 (bayerisches Reinheitsgebot) decretada este mismo día del año 1516 por el duque Guillermo IV de Baviera mediante la cual se establecía que la cerveza solamente se debía elaborar a partir de entonces con sólo los siguientes ingredientes: agua, malta de cebada, trigo y lúpulo. El duque Guillermo tenía dominio de amplia cantidad de tierra donde cultivaba ambos cereales y quería combatir el GRUIT, con especias que reemplazban al lúpulo y así como otros cereales o vegetales que eran de menor costos que la cebada y el trigo. La levadura como ingrediente no era reconocida como ingrediente en la cerveza, fue más adelante en la historia que el doctor Louis Pasteur identificara este que se le incluyó explicitamente en la Ley de Pureza de 1516 o Reinheitsgebot. Desde entonces la celebración de la cerveza alemana se ha convertido en una tradición en el sur de Alemania.

## Celebración
Algunos establecimientos y familias de la industria de la cerveza julianera en el sur de Alemania se han asociado ("Gütegemeinschaft Traditionsbier" desde el año 2003 con la intención de ofrecer este día ediciones limitadas de su producción cervecera bajo el nombre "Jahrgangsbier 23.04." que puede comercializarse durante aproximadamente cerca de 120 días (hasta finales de agosto) y encontrarse en los establecimientos de compra-venta de cerveza. Cada industria elabora una cantidad de casi 6000 litros y cada botella tiene incluido un número de serie.